# Senior
Senior je starší člověk, ale také nejstarší a zpravidla vážený člen nějakého společenství.
Jako jediným objektivním faktorem, při posuzování toho, kdo je senior, se stal kalendářní věk jedince. Kalendářní věk je relativně jednoduše statisticky zachytitelný. Nejobvyklejší věkovou hranicí je věk 60 - 65 let. Stanovení této věkové hranice s sebou přináší jisté budoucí komplikace, protože s prodlužující se délkou života bude nezbytné věkovou hranici revidovat, i když ne neustále.

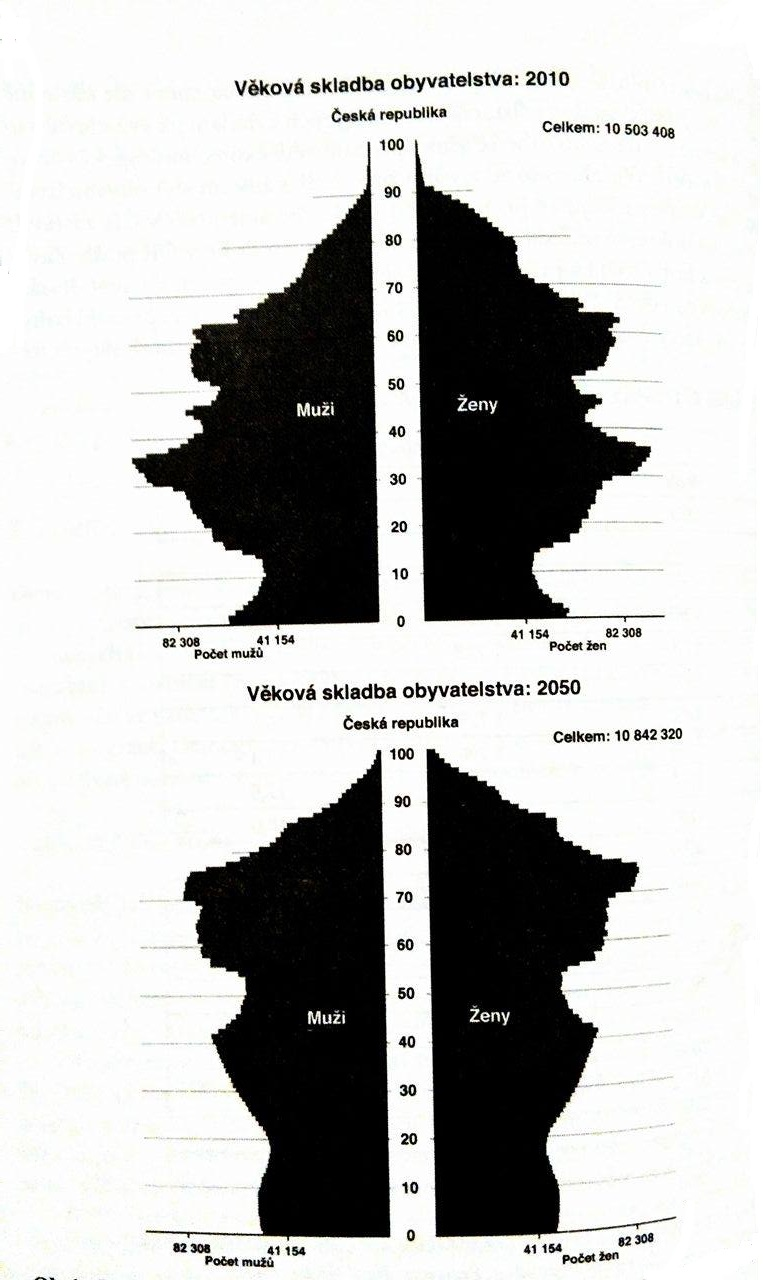
Obyvatelstvo České republiky podle věku

Odchod do starobního důchodu nemůže být objektivním kritériem, kdy jedince přiřadíme mezi seniory, je však výrazným mezníkem v životě člověka samého.
Gerón – (řecky stařec) – starší označení pro seniora, které se dnes prakticky nepoužívá, od tohoto pojmu se však odvozuje věda zvaná – gerontologie (věda o stárnutí)

## Stárnutí a stáří
Stárnutí je celoživotní biologický proces, který je neodvratný a na jehož konci je stáří. Také Zavázalová uvádí, že stárnutí je proces všeobecný (stárne celá populace) a zároveň individuální (stárne konkrétní jedinec)
Stáří – (senium) toto období označuje pozdní fáze ontogeneze, přirozeného průběhu života. Je důsledkem a projevem geneticky podmíněných involučních procesů modifikovaných dalšími faktory (choroby, životní prostředí, způsob života).
Stáří jako etapa lidského života je nejčastěji determinováno na základě vývojové psychologie. Obvykle se v odborné literatuře setkáváme s následujícím dělením stáří
- 60 – 74 let = rané stáří •
- 75 – 89 let = pravé stáří •
- 90 a více let = dlouhověkost[6][7][3]

Je však nutné poznamenat, že mnozí autoři zároveň dodávají, že o stáří zpravidla hovoříme až od věku 65 let. Dle českého statistického úřadu k 31.12.2013 dosáhlo zastoupení osob ve věku 65 a více let 17,4 %.
Změny ve stáří – jednotlivé změny můžeme rozdělit do tří základních oblastí:
- Fyzické změny – Seniorský věk s sebou zpravidla přináší polymorbiditu (nemocnost či chudobnost). Objevují se choroby kardiovaskulárního systému, páteře, problémy se smyslovými receptory.[2] Lze sem zařadit poruchy s příjmem potravy, poruchy termoregulace, inkontinenci, hypomobilitu (omezená pohyblivost kloubů) a svalovou slabost.[3] Zhoršující se zdravotní stav se zcela přirozeně odráží i v nárůstu neaktivních seniorů. Do této kategorie patří i proměna vizuální – vrásky, šedivé vlasy, atd.[2]

- Psychické změny – V této oblasti je typický úbytek mozkové tkáně (cca o 10 – 15 %), což má za následek celkové zpomalení seniora. Ten potřebuje více času k vykonání nějakého úkolu. Senioři déle zpracovávají informace a prodlužuje se reakční doba. Mnohdy nastává u seniorů dobrovolná sociální izolace.[2] Do této kategorie patří také demence, deprese, delirium, poruchy chování, poruchy adaptace.[3]

- Socioekonomické a sociální změny – Mezi hlavní změnu patří odchod do důchodu a s tím spojený úbytek finančních zdrojů. V souvislosti s odchodem do důchodu se také omezuje kontakt s bývalými spolupracovníky. Senioři najednou mají spoustu volného času, který se musí naučit využívat.[2] Sociálními změnami v životě seniora mohou být i ztráta soběstačnosti, závislost na pomoci druhých, sociální izolace, týrání a zneužívání seniorů, atd.[9]

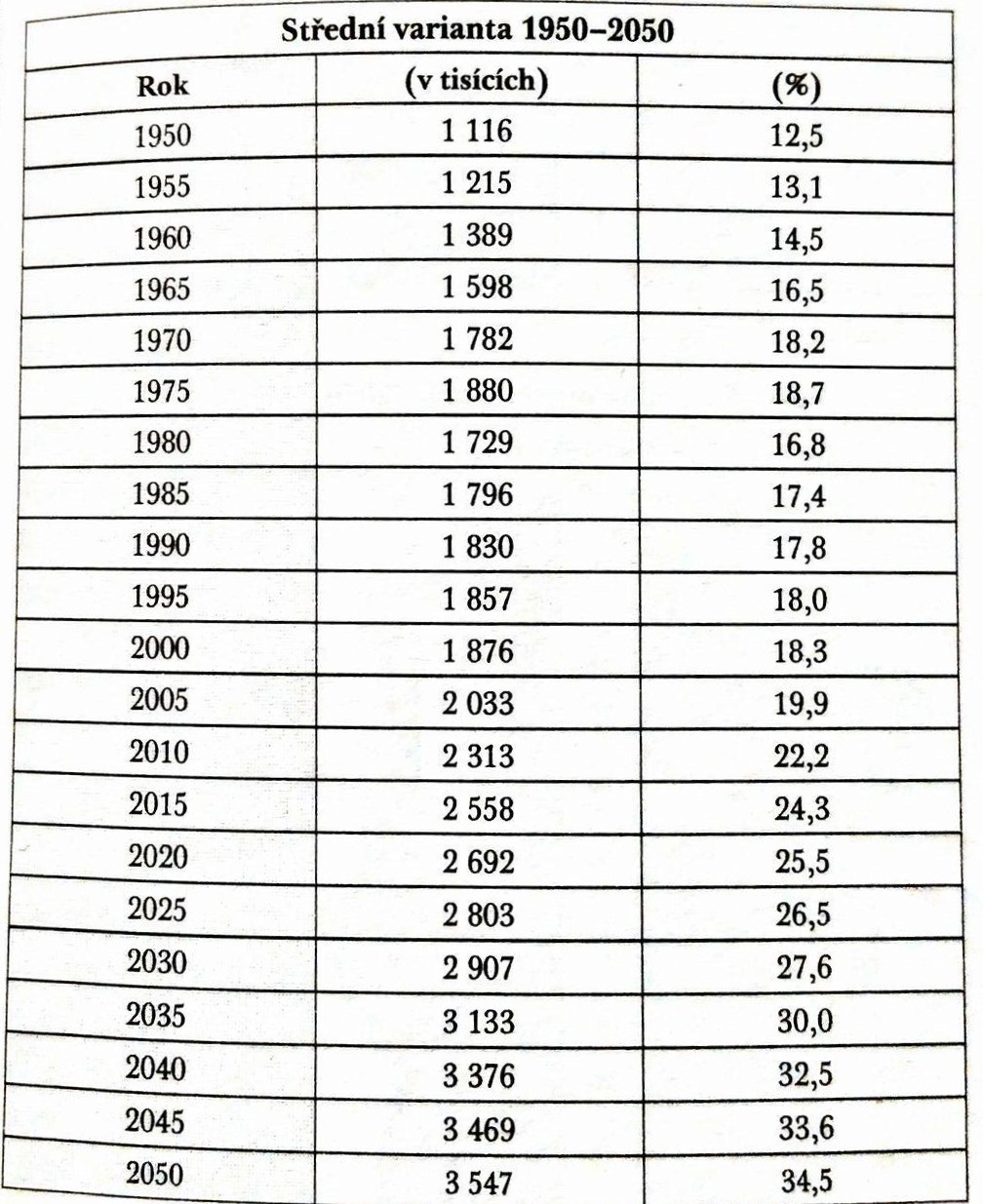
Obyvatelstvo ve věku 60+ v ČR

## Senioři v České republice
Index stáří vyjadřuje, kolik v populaci připadá osob ve věku 65 a více let na 100 dětí ve věku 0-14 let. Vývoj indexu stáří od roku 2006 do roku 2013 má v České republice stoupající tendenci. To znamená, že se zvyšuje počet seniorů nad 65+ let oproti dětem do 14 let. Bývaly doby, kdy dětí bylo vždy více než seniorů, nyní od roku 2006 se poměr obrátil a přibývá seniorů. V roce 2006 byl index stáří 100,2, to znamená, že poměr seniorů a dětí byl téměř v rovnováze. Od té doby je v České republice více seniorů než dětí.
Dle Českého statistického úřadu a jeho prognóz bude v roce 2050 s největší pravděpodobností nejvíce občanů ve věkové skupině 70 - 80 let. V současné době je nejpočetnější skupina obyvatel ve věku 30 - 40 let (viz obrázek 1).
Z druhé tabulky lze vyčíst jaké bylo a jaké pravděpodobně bude procentuální zastoupení seniorů v České republice v následujících letech. V průběhu 100 let se počet seniorů zvýší o cca 2 400 tisíc. 

## Senioři v Evropě
V anglicky psané literatuře se termín senior objevuje zřídka. Užívá se pojem „older people“, popř. „elderly“,…, pro danou věkovou skupinu byl Evropskou komisí navržen termín „zkušenější“.

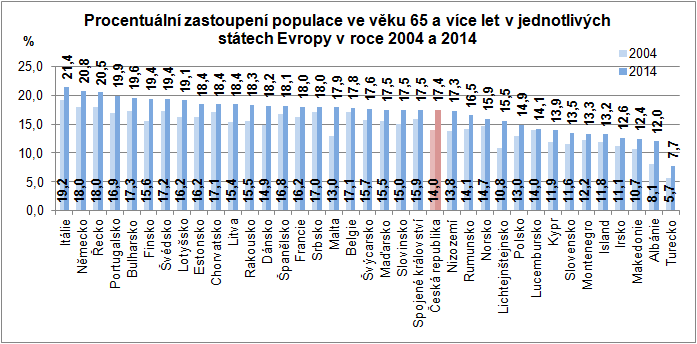

Z uvedeného grafu je patrné, že největší poměr seniorů má Itálie, tj. 21,4 % obyvatelstva. Naopak nejméně má Turecko, tj. 7,7 %.